# Rey Mysterio
Óscar Gutiérrez Rubio, známější jako Rey Mysterio (* 11. prosince 1974 San Diego, Kalifornie) je mexicko-americký wrestler, působící ve společnosti WWE, v show Smackdown. Je považován za největšího cruiserweight zápasníka všech dob. Je známý pro svůj high-flying Lucha libre wrestling styl, který mu je připočítán jako hlavního pomocníka v rozvoji kick-start cruiserweight wrestling ve Spojených států amerických v polovině 90. let 20. stol. a víc. Ve WWE získal mnoho titulů. Jeho syn Dominik je rovněž wrestler ve WWE.
V roce 2023 byl uveden do WWE Hall of Fame.

## Kariéra
Svou kariéru zahájil v roce 1992. Do roku 1995 působil v mexické wrestlingové společnosti Lucha libre.
Poté přestoupil do společnosti Extreme Championship Wrestling, odkud v roce 1996 přešel do World Championship Wrestling, v níž zůstal do roku 2001. V roce 2002 se stal součástí World Wrestling Entertainment, největší wrestlingové společnosti na světě. Následujících 5 let působil v další významné společnosti a to WCW World Television Championship. Tam měl několik velkých zápasů, například proti Deanu Malenkovi nebo John Cenovy, The Undertakerovi, Eddimu Guerrerovia dalších. V roce 2016 ale z WWE odešel kvůli četným zraněním ze zápasu a zápasil jen příležitostně v společnosti AAA (Asistencia Asesoría y Administración), kde působil.
Dne 28. ledna 2018 na Royal Rumble 2018 se objevil jako 27 zápasník z 30 a tím oznámil návrat. Následující léta pomáhal vybudovat kariéru ve WWE svému synu Dominikovi. Ten ho zradil na eventu Clash at the Castle 2023 a přidal se k The Judgment Day. V zápasení pokračuje i v následujících letech.

## Soukromí
Je ženatý, jeho manželka se jmenuje Angie, s niž má dceru a syna Dominika.

## Používané chvaty
- Body press
- Seated Senton
- Frog Splash
- Bulldog
- Tornado DDT
- Tornado hurracanarana
- Head scissors
- 360 splash

## Zakončovací chvaty
- 619
- West Coast Pop
- Splash
- kapitán